# Atlético Policial Catamarca
Club Atlético Policial – argentyński klub piłkarski z siedzibą w mieście Catamarca, stolicy prowincji Catamarca.

## Osiągnięcia
- Mistrz ligi prowincjonalnej Liga Catamarqueña de Fútbol (7): 1956, 1961, 1976, 1979 Clausura, 1982 Apertura, 1982 Clausura, 2002 Apertura

## Historia
Klub założony został 31 marca 1945 roku i gra obecnie w czwartej lidze argentyńskiej Torneo Argentino B.